# Luca Turilli

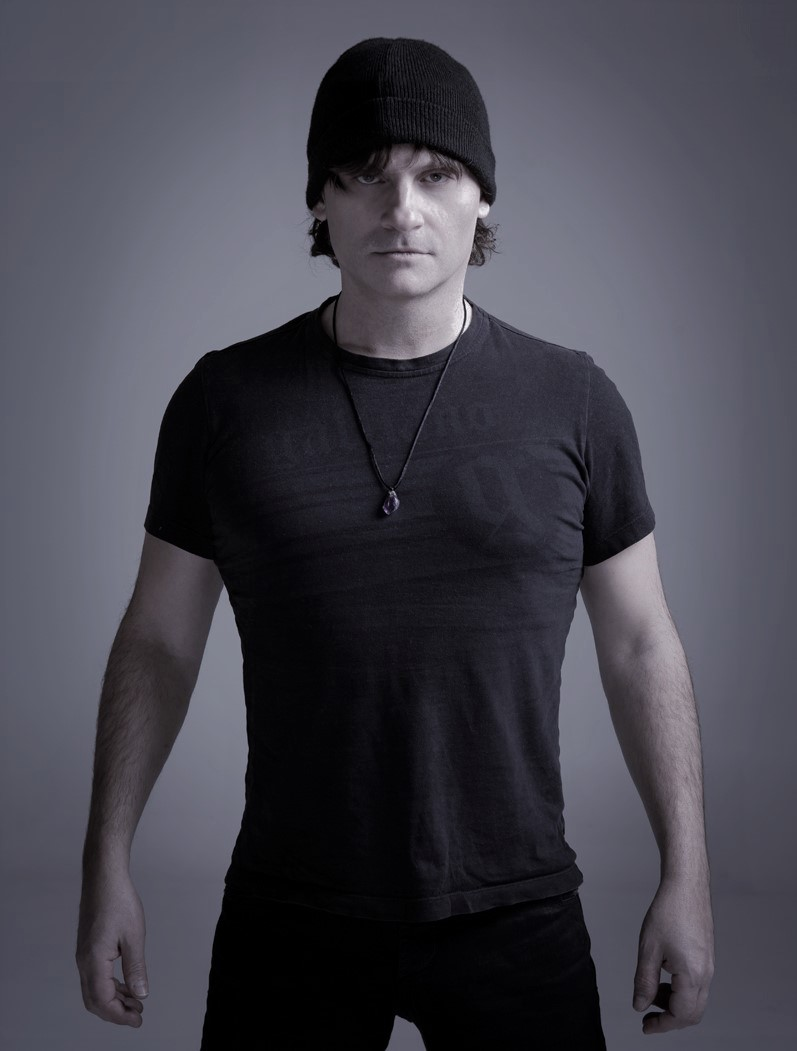
Luca Turilli (2019)

Luca Turilli (* 5. März 1972 in Triest, Italien) ist ein italienischer Komponist, Musiker und Produzent. Er ist Mitbegründer der Band Rhapsody of Fire sowie Mitbegründer, Keyboarder und Komponist der Band Luca Turilli’s Dreamquest. Außerdem hat er unter seinem eigenen Namen Soloalben veröffentlicht. Nach dem Verlassen von Rhapsody of Fire gründete er die Band Luca Turilli’s Rhapsody.

## Biografie
Von seinem Vater, der als freier Künstler in Orchestern spielte, wurde Turilli schon sehr früh mit klassischer Musik konfrontiert und lernte Klavier, Flöte und Gitarre. Seine großen Vorbilder in der klassischen Musik bilden eigenen Angaben zufolge Antonio Vivaldi, Niccolò Paganini und Johann Sebastian Bach. Daneben hat er seine Begeisterung für Filmmusiken entwickelt.
1993 gründete er die Band Thundercross, die sich aber nach Herausgabe ihrer ersten Demo Land of Immortals in Rhapsody umbenannte und seit Juli 2006 den Namen Rhapsody of Fire führt. Er war Gitarrist und Komponist. Nach den ersten fünf Alben sowie mehreren sehr erfolgreichen Tourneen durch Europa, Asien und Lateinamerika, begann Turilli mit der Arbeit an einem Soloprojekt.
Im September 1999 veröffentlichte er sein erstes Soloalbum King of the Nordic Twilight, welches den Grundstein der von ihm erdachten Cosmic-Vision-Trilogie bildet. Sänger des Projekts war Olaf Hayer, Bassist war Sascha Paeth. 2002 wurde das zweite Album Prophet of the Last Eclipse veröffentlicht, 2006 das dritte Album The Infinite Wonders of Creation.

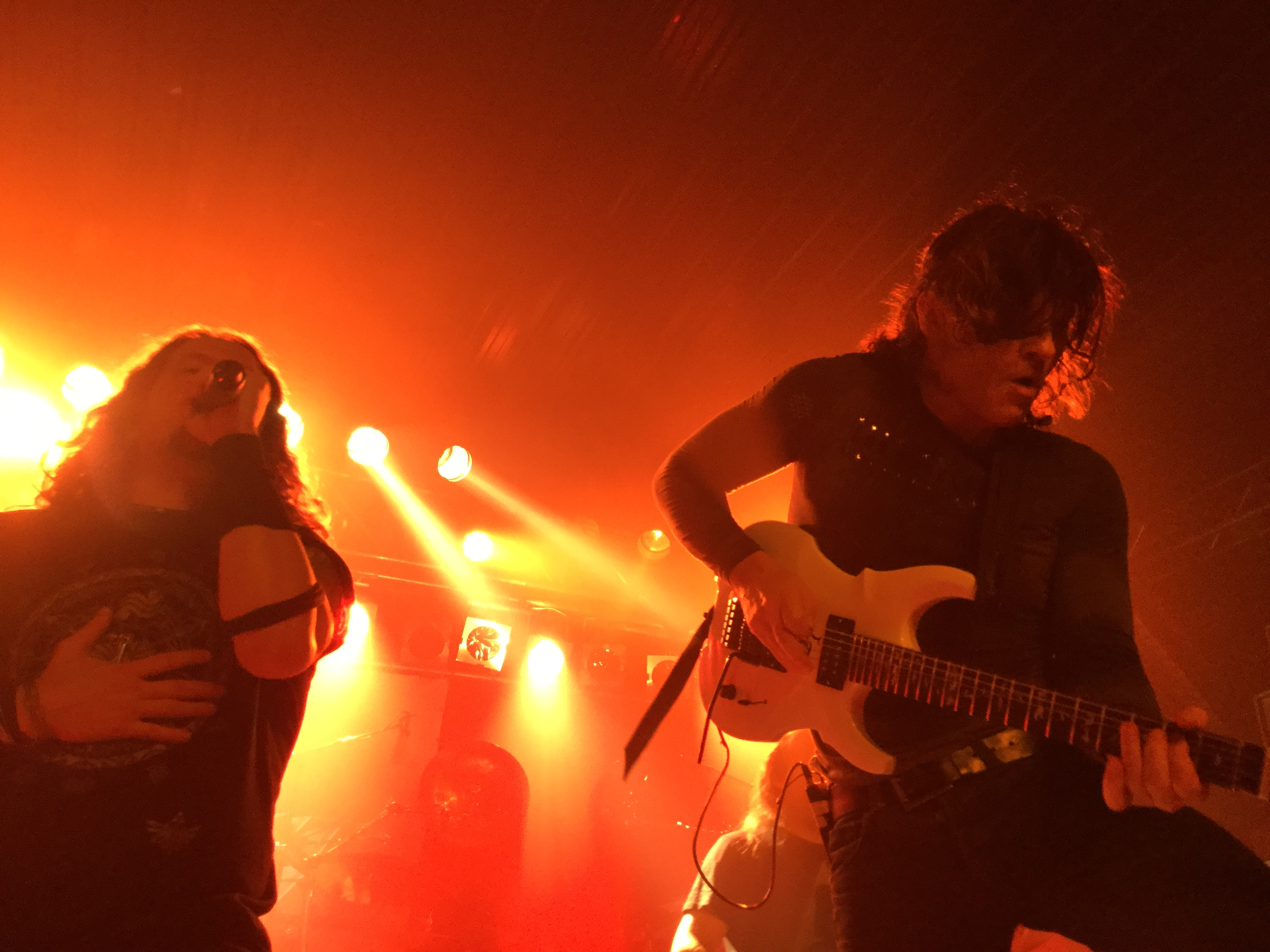
Luca Turilli (rechts) und Alessandro Conti bei einem Rhapsody-Konzert 2016

Im Jahr 2006 gründete Luca Turilli mit Luca Turilli’s Dreamquest eine neue Band, mit der er einen neuen Stil verfolgt. Dreamquest steht mehr unter dem Einfluss von elektronischen Elementen, den Gesangspart übernimmt eine Mezzosopran-Sängerin, während Turilli in erster Linie Keyboard und andere Tasteninstrumente spielt. Das Debütalbum Lost Horizons erschien 2006.
2011 verließ Turilli Rhapsody of Fire nach der Veröffentlichung des neunten Studioalbums auf freundschaftlicher Ebene und gründete gemeinsam mit einigen anderen Bandmitgliedern Luca Turilli’s Rhapsody. In diesem Zusammenhang erklärte er seine beiden bisherigen Soloprojekte für beendet.
Seit 2013 ist Turilli zudem als Musikproduzent mit der eigenen Firma Luca Turilli Music Productions tätig, die Komposition, Songwriting und Arrangements für die Genres Pop, Rock, Folk, Electronic und Symphonic sowie für die Unterhaltungsindustrie (Videospiele u. a.) anbietet.

## Diskografie (Solo)

### Alben
- King of the Nordic Twilight (1999)
- Prophet of the Last Eclipse (2002)
- The Infinite Wonders of Creation (2006)

### Singles und EPs
- Ancient Forest of Elves (1999)
- Dark Comet’s Reign (2000)
- Demonheart (EP, 2002)
- Prince of the Starlight